# Wilhelm Caspari (Theologe)
Karl Alfred Wilhelm Caspari (* 3. November 1876 in Memmingen; † 3. Februar 1947 in Kiel) war ein deutscher Theologe.

## Leben
Wilhelm Caspari war ein Sohn des Theologen Walter Caspari und dessen Ehefrau Ida geborene Brosenius, deren Vater Gutsverwalter in Bückeburg war. Sein Großvater war der evangelische Pfarrer und Volksschriftsteller Karl Heinrich Caspari. Casparis Vater erhielt 1885 einen Ruf nach Erlangen und war später ordentlicher Professor der dortigen Universität. Caspari besuchte dort ein Gymnasium und studierte ab dem Wintersemester 1895/96 Philosophie und Nationalökonomie in München. Im nächsten Semester wechselte er zur Theologie und setzte das Studium in Leipzig, Tübingen und Erlangen fort. Im August 1899 bestand er in Ansbach das Erste Theologische Examen. Von 1899 bis 1904 arbeitete er als Vikar in München, Reichenhall und Augsburg. 1903 folgte seine Promotion zum Dr. phil. in Erlangen. In seiner Dissertation beschrieb er Gegenstand und Wirkung der Tonkunst nach Ansicht der Deutschen im 18. Jahrhundert.
Ab 1904 arbeitete Caspari als Repetent für Neu- und Alttestamentliche Exegese an der Universität Erlangen und habilitierte sich dort für das Alte Testament. 1915 ging er als außerordentlicher Professor nach Breslau, wo er 1920 persönlicher Ordinarius wurde. 1922 übernahm er in Kiel, wo er auf Ernst Sellin folgte, den Lehrstuhl für Altes Testament. Ab 1926 unterrichtete er auch das neue Fach „Morgenländische Religionsgeschichte“.
Während der Zeit des Nationalsozialismus ging Caspari nicht in die politische Opposition, trat jedoch in die Bekennende Kirche ein. Er beklagte sich wiederholt bei Walter Bülck über Arbeitsdienste, die die Studenten am Studium hinderten, und erhielt dafür von Rektor Georg Dahm eine Zurechtweisung. Er geriet in eine Auseinandersetzung mit dem Dogmatiker Hermann Mandel, dessen Vorstellung einer „Wirklichkeitsreligion“ er in einem Aufsatz widersprach. Mandel stellte daraufhin Casparis Lehrtätigkeit und Persönlichkeit abwertend dar, woraufhin dieser ein universitätsinternes Disziplinarverfahren initiierte und eine öffentliche Beleidigungsklage stellte. Als abzusehen war, dass er entlassen werden würde, reichte er am 2. November 1935 einen Antrag auf vorzeitige Emeritierung ein, den Dahm annahm.
Nach Kriegsende versuchte Caspari im Alter von 70 Jahren, seinen Lehrstuhl wiederzubekommen. Er führte schwierige Verhandlungen um sein Recht. Bevor die Frage geklärt war, erlag er den Folgen eines Verkehrsunfalls.

## Wirken
Caspari beschäftigte sich mit der Programmatik alttestamentlicher Wissenschaft zur Zeit der Jahrhundertwende. Diese wollte theologisch-heilsgeschichtlich ausgerichtete Ansichten mit neuen, historisch-kritischen und religionsgeschichtlichen Sichtweisen verknüpfen. Er schrieb zahlreiche Beiträge für entsprechende Zeitschriften, darunter „Theologische Studien und Kritiken“ oder die „Neue Kirchliche Zeitschrift“. Sein Vorgänger Sellin gab seit 1913 den „Kommentar zum Alten Testament“ heraus, in der Ideen der Theologen veröffentlicht wurden und an dem sich renommierte Alttestamentler beteiligten. Caspari erarbeitete hierfür einen Teil von „Die Samuelbücher“, der 1926 erschien.
Caspari schrieb viele Einzelstudien zur Historie der jüdischen Religion. Er setzte sich breit mit „Das antike Judentum“ von Max Weber auseinander und veröffentlichte seine Arbeit 1921 mit dem Titel „Die Wirtschaftsethik der Weltreligionen“. Dies stellte den dritten Band seiner „Gesammelten Aufsätze zur Religionssoziologie“ dar. Er wies darin auf kritische Einzelprobleme hin, stimmte Webers Erkenntnissen aber weitestgehend zu. Einen besonders nennenswerten Vortrag zur Forschungsgeschichte hielt er während des Deutschen Orientalistentages 1926 in Hamburg. Dabei sprach er über „Reimarus über alttestamentliche Literaturgeschichte“.

## Familie
Caspari heiratete 1910 Emma Geiger. Sie war eine Tochter des Indologen Wilhelm Geiger und dessen erster Ehefrau Marie Plochmann (1858–1910). Ihr Bruder Hans Geiger war ein bekannter Physiker.
Aus Casparis Ehe stammten zwei Töchter und ein Sohn.

## Veröffentlichungen (Auswahl)
- Die Religion in den assyrisch-babylonischen Bußpsalmen. Bertelsmann, Gütersloh 1903.
- Die Bedeutungen der Wortsippe kbd im Hebräischen. Deichert, Leipzig 1908 (= Habilitationsschrift Universität Erlangen).
- Echtheit, Hauptbegriff und Gedankengang der messianischen Weissagung. Jes. 9, 1-6. Bertelsmann, Gütersloh 1908.
- Aufkommen und Krise des israelitischen Königtums unter David. Ursachen, Teilnehmer und Verlauf des absalomschen Aufstandes. Trowitzsch, Berlin 1909.
- Die Phariäser bis an die Schwelle des Neuen Testaments. Runge, Gr. Lichterfelde-Berlin 1909.
- Vorstellung und Wort "Friede" im Alten Testament. Bertelsmann, Gütersloh 1910.
- Erd- oder Feuerbestattung, der biblische Brauch auf ethnographischem Hintergrund. Runge, Berlin-Lichterfelde 1914.
- Die israelitischen Propheten (= Wissenschaft und Bildung, Bd. 122). Quelle & Meyer, Leipzig 1914.
- Der biblische Friedensgedanke nach dem Alten Testament. Runge, Berlin-Lichterfelde 1916.
- Thronbesteigungen und Thronfolge der israelitischen Könige. In: Altorientalische Texte und Untersuchungen, Bd. 1 (1917), H. 3, S. 143–254.
- Weltordnung und unverdiente Not nach dem Neuen Testament (Theodizee). Runge, Berlin-Lichterfelde 1918.
- Die neue Zeit und das Bekenntnis. Runge, Berlin-Lichterfelde 1921.
- Die Gottesgemeinde vom Sinai und das nachmalige Volk Israel. Auseinandersetzungen mit Max Weber. Bertelsmann, Gütersloh 1922.
- Die Alttestamentliche Schicksalsfrage an die Deutschvölkischen. Bertelsmann, Gütersloh 1925.
- Die Samuelbücher, mit Sacherklärungen versehen (= Kommentar zum Alten Testament, Bd. 7). Deichert, Leipzig 1926.
- Lieder und Gottessprüche der Rückwanderer (Jesja 40 - 55) (= Beihefte zur Zeitschrift für die alttestamentliche Wissenschaft, Bd. 65). Toepelmann, Gießen 1934.